# Prix James H. Doolittle
Le prix James H. Doolittle (en anglais : James H. Doolittle Award) est remis par l'organisation américaine Society of Experimental Test Pilots (SETP) en récompense d'une réussite en gestion technique ou en ingénierie en technologie aérospatiale. Il est remis à des membres de l'organisation.
Il a été créé en 1966 en mémoire du militaire et pilote américain de la Seconde Guerre mondiale James H. Doolittle et porte son nom.
Le prix Doolittle consiste matériellement en un trophée perpétuel hébergé à la SETP et une plus petite réplique remise au récipiendaire. Il s'agit d'une véhicule spatial stylisé avec un personnage, un casque et des lunettes de protection. Des plaques avec chaque vainqueur sont ajoutées à la base du trophée.